# 1828 en Italie
Chronologie de l'Italie
- 1824
- 1825
- 1826
- 1827
- 1828
- 1829
- 1830
- 1831
- 1832

## Événements
- 17 janvier : Joseph-Benoît Cottolengo ouvre à Turin la Volta Rossa (« dépôt de la Chapelle Rouge »), un petit hôpital à l'origine de la Petite Maison de la Divine Providence[1].

- 27-28 juin : insurrection du Cilento organisés par la société secrète des Philadelphes pour obtenir une Constitution dans le royaume des Deux-Siciles[2]. Elle est violemment réprimée. Le 7 juillet, le chef de la gendarmerie Francesco Saverio del Carretto détruit le village de Bosco à coups de canon[3].

- Découverte à Orvieto du Temple du Belvédère (étrusque)[4].

## Culture

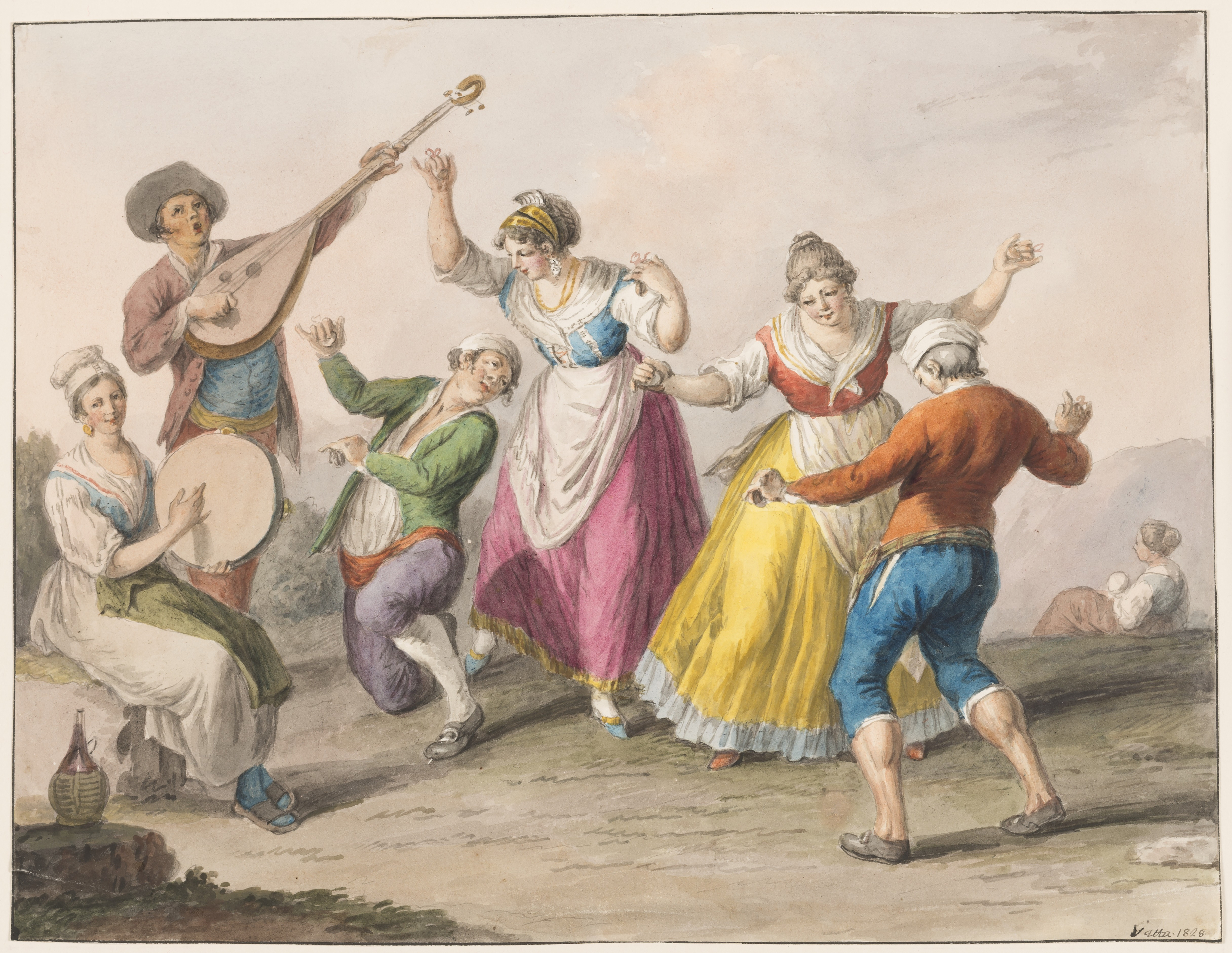
Danceurs de Tarentelle, 1828.

### Opéras créés en 1828
- 20 août : Le Comte Ory, opéra en deux actes de Gioachino Rossini sur un livret en français d'Eugène Scribe[5] et de Charles-Gaspard Delestre-Poirson[5], créé à l'Opéra Le Peletier à Paris.
- 27 décembre : création de Francesca di Rimini opéra (dramma per musica) de Pietro Generali, livret de Paolo Pola, basé sur la Divine Comédie  de Dante Alighieri, à La Fenice de Venise ;

## Naissances en 1828
- 28 février : Antonio Rotta, peintre, principalement de scènes de genre. († 11 septembre 1903)
- 22 mars : Vittorio Bersezio, écrivain, journaliste, critique littéraire et homme politique, député du royaume d'Italie de 1865 à  1870. († 30 janvier 1900)
- 5 avril : Pietro Platania, compositeur du XIXe siècle et du début du XXe siècle. († 26 avril 1907)
- 31 mai : Oreste Síndici, compositeur italo-colombien de musique classique, auteur de la musique de l'hymne national de la Colombie. († 12 janvier 1904)
- 10 octobre : Marie Henriette Dominici, religieuse italienne, cofondatrice des sœurs de Sainte-Anne de Turin, reconnue bienheureuse par l'Église catholique. († 21 février 1894)
- 14 novembre : Gabriele Castagnola, peintre. († 30 août 1883).

## Décès en 1828
- 23 janvier : Giuseppe Quaglio, 80 ans, peintre et scénographe, actif en Allemagne. (° 2 décembre 1747)
- 28 juillet : Antonio Maria de Luca, 63 ans, prêtre catholique, carbonariste, patriote du Risorgimento, député du Parlement napolitain pendant la courte période constitutionnelle, organisateur et la plus illustre victime des soulèvements du Cilento en 1828. (° 20 octobre 1764)
- 13 octobre : Vincenzo Monti, 74 ans, poète, écrivain, dramaturge et traducteur, reconnu comme le principal représentant du néoclassicisme en Italie, auteur d'une traduction de l'Iliade. (° 19 février 1754)
- 7 novembre : Giuseppe Gherardi, 72 ans, peintre de style néoclassique. (° 1756)
- 10 novembre : Giuseppe Zurlo, 71 ans, magistrat et homme politique napolitain. (° 6 novembre 1757)